# Eupelmus longicaudus
Eupelmus longicaudus är en stekelart som beskrevs av Kalina 1988. Eupelmus longicaudus ingår i släktet Eupelmus och familjen hoppglanssteklar.
Artens utbredningsområde är Iran. Inga underarter finns listade i Catalogue of Life.